# 九龍巴士261X線
九龍巴士261X線，來往掃管笏及粉嶺（祥華），途經三聖邨、置樂花園、屯門市中心、紅橋、彩園邨、清河邨及粉嶺南（百和路），取道屯門公路、元朗公路及新田公路往返兩地，於每日上、下午繁忙時間提供服務，屬261線的特別班次。
而特別路線61S則來往屯門市中心及和合石，只於清明節正日和重陽節提供服務。

## 歷史
此路線開辦前，自2013年北區「區域性巴士路線重組」第二階段實施76K及77K不再直達粉嶺之後，屯門及元朗來往粉嶺的乘客需要於上水轉車，運輸署在2018-2019年度巴士路線計劃中建議開辦此路線，為屯門及粉嶺居民提供往返兩區的巴士服務。此路線原計劃為每日上、下午繁忙時間各兩班分別提供單向服務，上午由屯門市中心開往祥華，下午則由祥華開往屯門市中心。其後，運輸署於2018年6月向區議會遞交的文件中建議此路線改為每日上、下午繁忙時間各對開兩班，以便屯門及北區居民在繁忙時間直接往返兩區。
- 2018年9月26日，261X線正式投入服務。[5][6]

- 2021年4月4日，61S線投入服務，只於春秋二祭期間提供往返屯門市中心和和合石的服務。[7][8]

- 2021年10月14日：61S線延長至橋頭路新總站。

- 2022年9月5日：261X線屯門總站延伸至掃管笏，並於置樂花園、三聖邨一帶增設中途站，原有總站則變為來回程中途站，同時來回程不再途經形點，星期六、日及公眾假期上、下午來回程班次各減至一班，因應屯門區走線延長，紅橋往掃管笏之分段收費調整至$5.6[9]。

- 2022年10月4日：61S線改以銘賢路（舊總站）為總站。

## 服務時間及班次
261X
| 掃管笏開             | 掃管笏開     | 粉嶺（祥華）開       | 粉嶺（祥華）開 |
| 日期                 | 服務時間     | 日期                 | 服務時間       |
| -------------------- | ------------ | -------------------- | -------------- |
| 星期一至五           | 06:55、07:15 | 星期一至五           | 07:00、07:20   |
| 星期一至五           | 17:45、18:30 | 星期一至五           | 18:00、18:20   |
| 星期六、日及公眾假期 | 09:00        | 星期六、日及公眾假期 | 09:00          |
| 星期六、日及公眾假期 | 18:00        | 星期六、日及公眾假期 | 18:00          |

61S
| 屯門市中心開       | 屯門市中心開  | 屯門市中心開 | 和合石開           | 和合石開      | 和合石開     |
| 日期               | 服務時間      | 班次（分鐘） | 日期               | 服務時間      | 班次（分鐘） |
| ------------------ | ------------- | ------------ | ------------------ | ------------- | ------------ |
| 清明節及重陽節期間 | 08:15 - 14:15 | 60           | 清明節及重陽節期間 | 11:00 - 17:00 | 60           |

## 收費
| 路線 | 全程收費 | 分段收費                                                |
| ---- | -------- | ------------------------------------------------------- |
| 261X | $16.9    | - 彩蒲苑彩碧閣往粉嶺（祥華）：$5.4 - 紅橋往掃管笏：$6.0 |
| 61S  | $22.9    | - 不設分段收費                                          |

| - 本線設有12歲以下小童及65歲或以上長者半價優惠。 - 65歲或以上香港居民使用「樂悠咭」，以及12歲以下合資格殘疾兒童使用「殘疾人士身份」個人八達通繳付車資，均可享有每程$2.0或半價（以較低者為準）的票價優惠；12至64歲合資格殘疾人士使用「殘疾人士身份」個人八達通（包括「樂悠咭」），以及60至64歲香港居民使用「樂悠咭」繳付車資，均可享有每程$2.0或全費（以較低者為準）的票價優惠。 - 65歲或以上長者如使用長者或一般個人八達通繳付車資，則只可享有半價優惠；12至64歲合資格殘疾人士如不使用「殘疾人士身份」個人八達通，以及60至64歲人士如不使用「樂悠咭」繳付車資，必須繳付全費。 - 乘客可以現金或八達通於上車時付款，不設找續。 - 每位成人乘客可免費攜帶最多兩名4歲以下而不佔座位的兒童乘客乘車，超額之4歲以下小童必須繳付小童車費乘車。 - 持有「九巴月票」之乘客在車票有效期內，每日可享最多10程任何九龍巴士及龍運巴士路線（包括本路線，以及聯營路線的九龍巴士／龍運巴士提供的班次；惟乘搭機場「A」及「NA」線則可享原價二七折優惠（不會計算每天10次合資格車程））；而B1線則每日可享最多各2程（不會計算每天10次合資格車程）。 - 九龍巴士、城巴、龍運巴士及陽光巴士全職員工及家屬（不包括外判職員）可免費乘搭本路線，惟必須拍職員或職員家屬八達通。 - 乘客亦可透過多元化電子支付系統（e度嘟）繳付車資，包括使用非接觸式VISA卡、JCB卡、萬事達卡、銀聯卡、美國運通、大來國際、Discover Card、Apple Pay、Google Pay、Samsung Pay、AlipayHK「易乘碼」、支付寶、WeChatHK／微信支付「搭車碼」、銀聯雲閃付「乘車碼」及BOC Pay「乘車碼」。乘客使用此付款方式，使用此支付方式的乘客可享有中途下車之分段收費，以及與其他九巴／龍運獨營路線或聯營線九巴／龍運班次之轉乘優惠，惟不適用於與非九巴／龍運路線之轉乘優惠，亦不能享有「公共交通費用補貼計劃」及「長者及合資格殘疾人士公共交通票價優惠計劃」。 |

### 八達通轉乘優惠
乘客登上本線後150分鐘內以同一張八達通卡轉乘以下路線，或從以下路線登車後150分鐘內以同一張八達通卡轉乘本線，次程可獲車資折扣優惠：
261X←→78K、79K，次程可獲$4.2折扣優惠
- 261X往祥華 → 78K往沙頭角或79K往打鼓嶺
- 78K或79K往上水 → 261X往掃管笏

261X←→70K，次程可獲$5.4折扣優惠
- 261X往祥華 → 70K任何方向
- 70K任何方向 → 261X往掃管笏

261X←→273A，次程可獲$4.8折扣優惠
- 261X往祥華 → 273A往華明
- 273A往彩園 → 261X往掃管笏

261X←→273B，次程可獲$4.0折扣優惠
- 261X往祥華 → 273B往清河邨
- 273B往上水站 → 261X往掃管笏

261X←→273D，次程可獲$4.8折扣優惠
- 261X往祥華 → 273D往華明
- 273D往上水站 → 261X往掃管笏

## 行車路線
261X

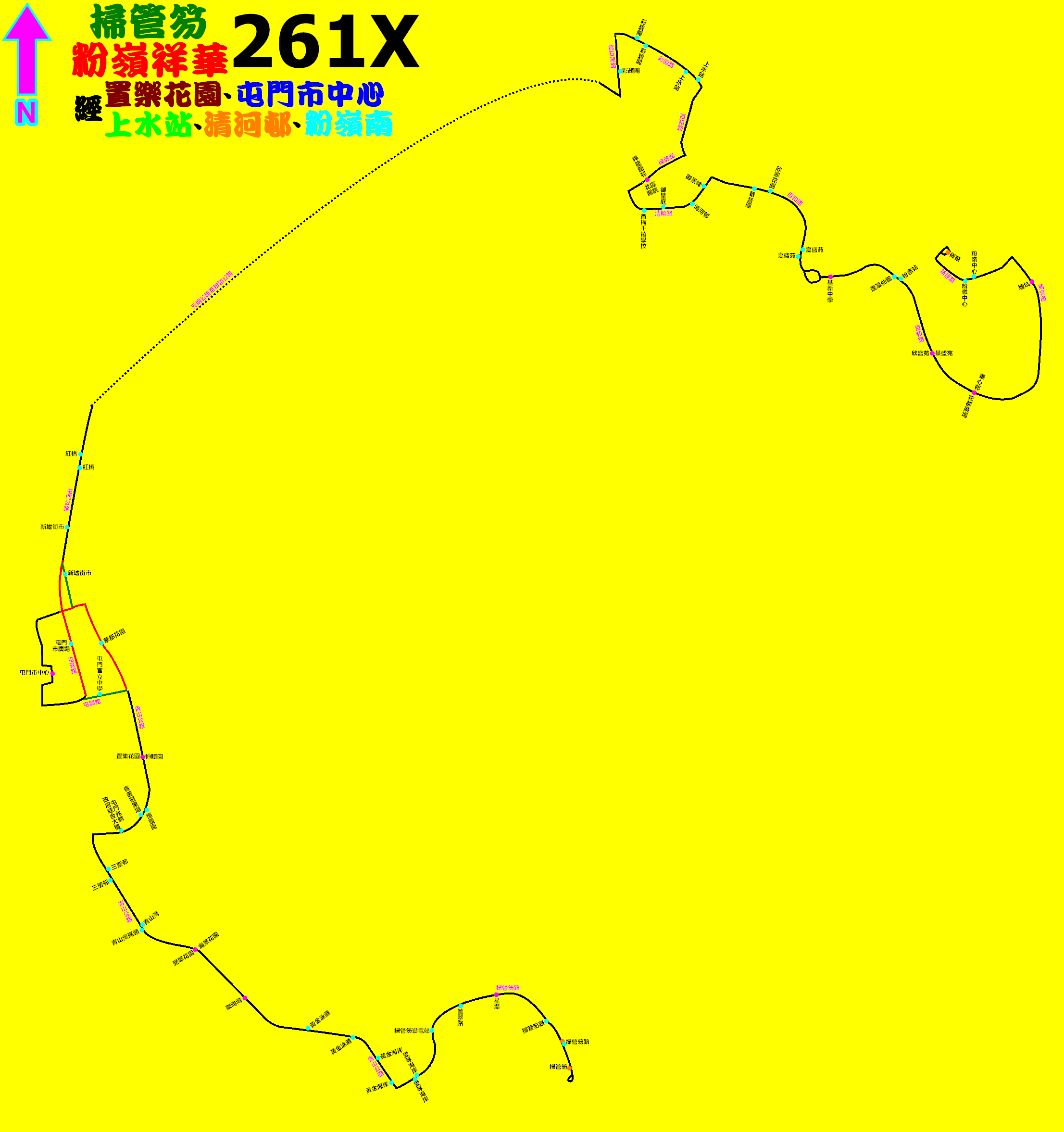
261X線的走線圖

掃管笏開經：掃管笏路、青山公路 （掃管笏段、青山灣段）、杯渡路、屯門鄉事會路、屯門市中心公共運輸交匯處、屯匯街、屯喜路、屯門公路、元朗公路、新田公路、粉嶺公路、寶石湖路、彩園路、百和路、保健路、清曉路、百和路、馬會道、新運路及祥華邨通道。
粉嶺（祥華）開經：祥華邨通道、新運路、馬會道、百和路、清曉路、保健路、百和路、彩園路、寶石湖路、粉嶺公路、新田公路、元朗公路、屯門公路、杯渡路、屯門鄉事會路、屯門市中心公共運輸交匯處、屯門鄉事會路、屯興路、青山公路 （青山灣段、掃管笏段）及掃管笏路。
261X線之具體停站請參考資訊框
61S

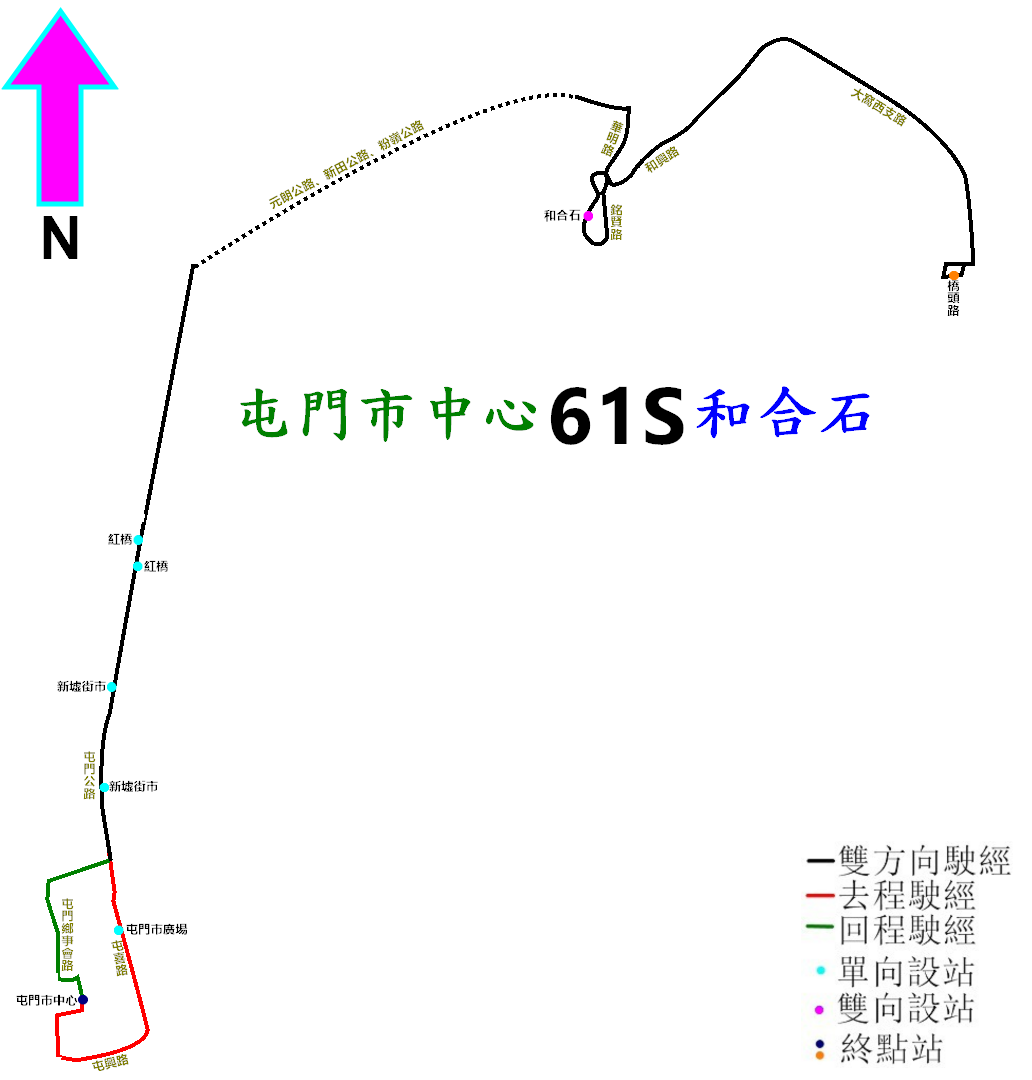
61S線的走線圖

屯門市中心開經：屯門鄉事會路、屯興路、屯喜路、屯門公路、元朗公路、新田公路、粉嶺公路、掃管埔路、百和路、華明路及銘賢路。
和合石開經：銘賢路、華明路、百和路、掃管埔路、粉嶺公路、新田公路、元朗公路、屯門公路、杯渡路及屯門鄉事會路。
61S線之具體停站請參考資訊框

## 客量及現況
此路線在延長至掃管笏前，曾經來回程皆繞經元朗形點一帶，走線迂迴，導致客量欠佳； 但仍有不少聲音要求提升為全日服務。
根據歷年巴士路線計劃及相關文件中的資料顯示，此路線載客率如下：
2020年3月底：於2019年9月16日，往屯門及粉嶺方向的最高載客點（彩蒲苑彩顏閣）的載客率最高約38%。
2021年：最繁忙一小時內的載客率為21%。

## 外部連結
- 九龍巴士261X線
- 香港巴士大典上的相关条目：九巴261X線
- 香港巴士大典上的相关条目：九巴61S線